# Wacław Koranda
Wacław Koranda (czes. Václav Koranda, niem. Wenzel Koranda; zm. w 1453 na zamku w Liticach) – radykalny husycki duchowny, należący do taborytów, zwolennik Jana Žižki. Uwięziony przez późniejszego króla Jerzego z Podiebradów zmarł na zamku w Liticach.